# Maciej Heydel
Baron Maciej Tadeusz Heydel (ur. 12 września 1962 w Zabrzu) – polski arystokrata, kawaler maltański, urzędnik państwowy i dyplomata. W latach 2005-2006 podsekretarz stanu w Ministerstwie Skarbu Państwa, w latach 2018-2023 ambasador Suwerennego Rycerskiego Zakonu Maltańskiego w Republice Federalnej Niemiec.

## Życiorys
Absolwent Wydziału Budownictwa Politechniki Śląskiej. Pracował w Szwajcarii w koncernie elektromechanicznym Sulzer i od 1993 do 2000 jako dyrektor w przedsiębiorstwie dystrybuującym farby ścienne. Następnie do 2002 kierował sprzedażą i marketingiem w PLL LOT. Był doradcą firmy Eagle Energy. 
Od 6 grudnia 2005 pełnił funkcję podsekretarza stanu w Ministerstwie Skarbu Państwa, odpowiedzialnego m.in. za sektor farmacji. 11 maja 2006 podał się do dymisji, przyjęto ją 27 czerwca tego samego roku. Później zajął się prowadzeniem firmy z branży doradztwa gospodarczego. W 2017 znalazł się w gronie sygnatariuszy listu apelującego do polskich biskupów o zabranie głosu w kwestii praworządności i uchodźców.
Od 1996 roku jest kawalerem maltańskim. Od wielu lat zawodowo związany z Suwerennym Rycerskim Zakonem Maltańskim, przez długi czas pełnił funkcję członka Zarządu Związku Polskich Kawalerów Maltańskich. W 2018 roku został powołany przez namiestnika Suwerennego Rycerskiego Zakonu Maltańskiego, późniejszego Księcia i Wielkiego Mistrza, Giacomo Dalla Torre del Tempio di Sanguinetto, na urząd ambasadora Suwerennego Zakonu Maltańskiego w Republice Federalnej Niemiec. Objął ten urząd jako pierwszy ambasador Zakonu w Niemczech, po nawiązaniu stosunków dyplomatycznych pomiędzy RFN a Zakonem w 2017 roku. W dniu 8 stycznia 2018 roku, w pałacu Bellevue, złożył listy uwierzytelniające na ręce Prezydenta Federalnego Niemiec, Franka-Waltera Steinmeiera. Urząd ten sprawował do 2023.
Jest członkiem organu nadzoru Fundacji Służby Rzeczypospolitej i Fundacji "Studnia Nadziei"

## Życie prywatne
Syn Zdzisława barona Heydela herbu własnego (1932-1994) i Marii z Zalewskich herbu Jelita (ur. 1937). Po ojcu jest potomkiem polskiego rodu szlacheckiego i baronowskiego Heydelów herbu własnego. Jego dziadek ze strony ojca, Wojciech (1887-1941), zginął wraz ze swoim bratem Adamem Zdzisławem (1893-1941) w niemieckim obozie koncentracyjnym i zagłady Auschwitz. Jego dziadkiem ze strony matki był przedwojenny ekonomista, dziennikarz i polityk Stanisław Zalewski (1893-1939). Jego pradziadkiem ze strony matki był dramatopisarz Kazimierz Zalewski (1849-1919). Posiada tytuł barona. W latach 80. zawarł związek małżeński z Teresą Marią z Psarskich herbu Jastrzębiec (ur. 1963), z którą ma sześć córek; Kingę (ur. 1989), Marię (ur. 1990), Annę (ur. 1993), Zofię (ur. 1997), Izabellę (ur. 1999) i Karolinę (ur. 2003). Ma dwóch braci Wojciecha Andrzeja (ur. 1960) i Jerzego Pawła (ur. 1969). Jego brat Wojciech był prezesem PKN Orlen oraz prezesem przedsiębiorstwa Ruch.